# Kate Ziegler
Kate Marie Ziegler (Fairfax, 27 de junho de 1988) é uma nadadora norte-americana, ex-recordista mundial dos 1500 metros livres, medalhista nos campeonatos Pan-Pacífico e Mundial.